# Concile d'Alexandrie (321)
Le concile tenu à Alexandrie en 321 fait partie des nombreux Conciles d'Alexandrie tenus dans cette ville.
Il a été convoqué en 320 ou 321, par le nouvel évêque d'Alexandrie, Alexandre d'Alexandrie. Le prêtre Arius y sera excommunié.